# Scandix
Scandix L., 1753 è un genere di piante della famiglia delle Apiacee, diffuso nella regione del bacino del Mediterraneo e in Asia occidentale.

## Etimologia
Il nome Scandix deriva dal greco shazo (pungere) e fa riferimento alla forma allungata dei frutti che hanno l'aspetto di un chiodo o di un pettine.

## Tassonomia
Il genere comprende le seguenti specie:
- Scandix aucheri Boiss.
- Scandix australis L. - acicula minore
- Scandix balansae Reut. ex Boiss.
- Scandix blepharicarpa O.Cohen
- Scandix damascena Bornm.
- Scandix iberica M.Bieb.
- Scandix palaestina (Boiss.) Boiss.
- Scandix pecten-veneris L. - acicula comune
- Scandix persica Marloth
- Scandix stellata Banks & Sol.
- Scandix turgida (Boiss. & Balansa) Boiss.
- Scandix verna O.Cohen

Le specie S. australis e S. pecten-veneris sono presenti nella flora italiana.
Alcune specie in passato attribuite a questo genere sono oggi attribuite a generi affini: p.es. Anthriscus, Chaerophyllum.